# Abejorral
Abejorral là một khu tự quản thuộc tỉnh Antioquia, Colombia. Thủ phủ của khu tự quản Abejorral đóng tại Abejorral Khu tự quản Abejorral có diện tích 491 ki lô mét vuông. Đến thời điểm ngày 28 tháng 5 năm 2005, Abejorral có dân số 23735 người.